# Муньос, Хосе Луис
Хосе́ Луи́с Муньо́с Лео́н (José Luis Muñoz León; род. 23 февраля 1997 года в Малага, Испания) — испанский футболист, полузащитник клуба «Картахена».

## Клубная карьера
Муньос — воспитанник футбольной академии клуба «Малага» из своего родного города. 19 ноября 2016 года в матче против «Барселоны» он дебютировал в Ла Лиге, заменив во втором тайме Хавьера Онтивероса. Летом 2017 года Луис в поисках игровой практики на правах аренды перешёл в «Луго». 2 сентября в матче против «Кадиса» он дебютировал в Сегунде.